# Marizópolis
Marizópolis é um município brasileiro localizado no estado da Paraíba. Sua população estimada em 2017 foi de 6.614 habitantes, com uma área de 64 km². Está a uma altitude de 300 metros.

## História
Os primeiros conquistadores do município, foram os irmãos Ledo, no ano de 1723. Houve o incentivo à lavoura, à criação e ao povoamento. Tudo isso se deu à fertilidade do solo, que passou a despertar interesse de pessoas de lugares mais remotos da região. Isso se deu no ano de 1730.
Fundada pela família do Governador Antônio Mariz, teve o seu nome, antes Pedra Talhada, alterado para Marizópolis, como forma de homenagear a família Mariz. É também conhecida como a Mesopotâmia do Sertão, por ser situada entre os Rios do Peixe e Piranhas.

## Geografia
O município está incluído na área geográfica de abrangência do semiárido brasileiro, definida pelo Ministério da Integração Nacional em 2005. Esta delimitação tem como critérios o índice pluviométrico, o índice de aridez e o risco de seca.
No relevo, além de estar situada em cima de uma serra, Marizópolis possui depressões.
Clima
No clima, Marizópolis se caracteriza por uma clima tropical semiárido, com temperatura média de 26,2ºC e chuvas somente no verão, sendo março o mês mais chuvoso. 

## Política
Lista de prefeitos[carece de fontes?]
- José Vieira da Silva (1997-2005)
- Alecxiana Vieira Braga (2005-2009)
- José Vieira da Silva (2009-2017)
- Zé de Pedrinho (2017-2021)
- Lucas Braga (2021-2025)

## Demografia

### Religião
A religião dominante em Marizópolis é o cristianismo, com 5.138 pessoas denominadas católicas(dados do IBGE) e 785 pessoas denominadas evangélicas (dados do IBGE).

## Economia
A economia da cidade é, em sua maioria, voltada a serviços e comércio de pequeno porte.